# Estilo de la cabra salvaje

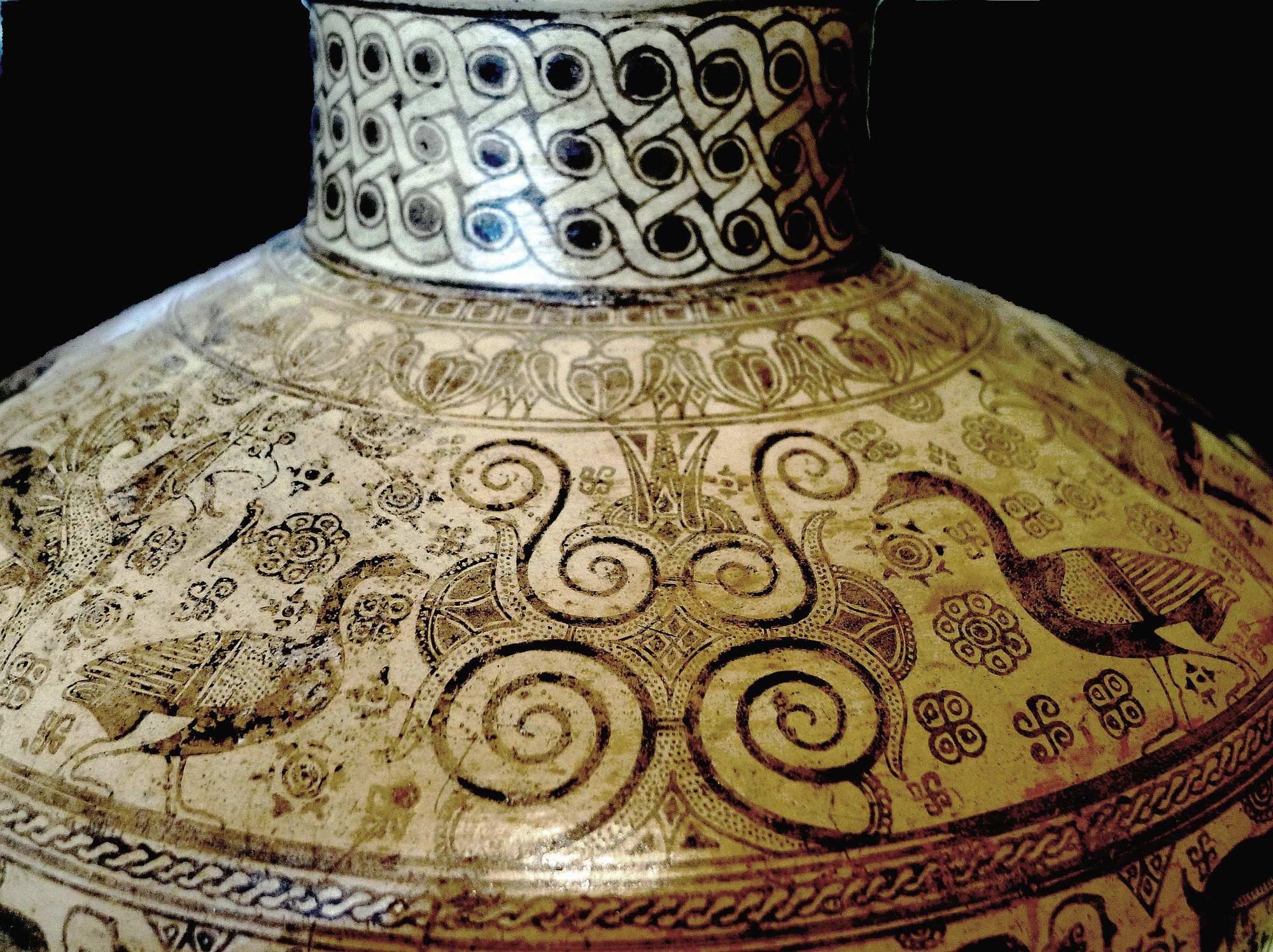
Enócoe, Estilo de la cabra salvaje, llamado la Marsellesa o Oinochoe Levy, finales del siglo VII a. C. París, Louvre E658 (detalle).

El estilo de la cabra salvaje (en inglés: Wild Goat Style) es el nombre dado a un estilo regional de la cerámica griega, llamado así por el animal comúnmente representado en los productos de esta clase. Surgido justo antes de la mitad del siglo VII a. C. en el sur de Jonia, tal vez en Mileto, cuyo análisis de la arcilla indica que fue el centro de exportación más importante de los productos cerámicos locales en el último cuarto del siglo, el estilo de la cabra salvaje fue durante aproximadamente un siglo el estilo principal de la fase orientadora de Grecia oriental, donde se extendió uniformemente aunque en fases diferentes.

## Clasificación y descripción
Se hizo una primera subdivisión entre la producción en el sur y el norte de Jonia, siendo esta última la zona continental cercana a la península de Mimas. La fase antigua y el período medio del estilo (dentro del cual se distinguen una fase inicial I y una fase final II) se encuentran en el sur de Jonia; el período reciente es el de la producción del norte. De Jonia septentrional se excluyen Quíos, que tiene una producción autónoma (→ Ceramica quiota) y Eritras que depende estilísticamente de ella. Un segundo sistema utilizado principalmente en Alemania divide la clase en tres grupos que corresponden aproximadamente al período medio (Cámiros), a los platos de la región dórica (Euforbo) y al período reciente (Vlasto).
La arcilla tiene un grano menos fino que el utilizado en el período geométrico anterior, da lugar a una terracota típicamente marrón y con tendencia al rosa; la superficie está cubierta por un engobe pálido que se omitió en el período reciente. La pintura es marrón oscuro y puede volverse roja. Los retoques en púrpura son comunes a partir de la mitad II mientras que el blanco se utiliza más en el período reciente, cuando la tendencia a una decoración policroma es más frecuente. Los temas son principalmente frisos con animales pintados en silueta, contorno y ahorro, con intenciones exclusivamente decorativas.
El estilo de la cabra salvaje se exportó principalmente al Este (Siria, Náucratis); se han encontrado algunos ejemplares en Sicilia y en el sur de Francia; se han encontrado raros hallazgos en el interior de Grecia y en Etruria, más en las Cícladas, donde el estilo ha influido en la producción de ánforas de Milo.

## Jonia meridional
La fase antigua fue de corta duración y puede haberse concentrado en la primera década de la segunda mitad del siglo VII a. C.  Las formas, el enócoe y la crátera, derivadas de la subgeométrica contemporánea.
El período medio se divide en una fase I y una fase II con el momento de la cesura situado alrededor del año 625 a. C., cuando la decoración comienza a fijarse en fórmulas estereotipadas, que utilizan un repertorio faunístico limitado que, como ocurre también en la cerámica corintia, tiende a asumir formas agrandadas y alargadas, capaces de llenar rápidamente la superficie del vaso. La misma evolución informa a la flor de loto, pequeña y delicada al principio y más grande en la fase final del período medio. Las bandas con decoración secundaria disminuyen y son reemplazadas por simples tiras de color, sin adornos.
Entre las formas vasculares, el enócoe de cuerpo globular aplastado, cuello largo y boca redonda, de tradición geométrica, frecuente en el período medio, tiende a ser sustituido por un labio trilobulado y un enócoe de cuerpo delgado. Hacia el final del medio II aparece una variedad más aplanada con decoración de paneles en el hombro y bandas pintadas en el cuerpo. Típico del II medio es también el plato elevado, con decoración fitomórfica central rodeada de bandas y meandros púrpuras, con el borde decorado con rayos invertidos alternados con paneles que enmarcan rosetas, otros motivos simples y prótomos animales. Contemporáneos del plato elevado, pero sin decoración figurativa, son otros platos con pie anular. Otras formas comunes son la crátera y los dinos. Las ánforas son raras, sustituidas, como en la cerámica corintia contemporánea, por el enócoe; también las copas son raras, tal vez por las arcillas gruesas no muy adecuadas para este fin.
Para la cerámica del II Medio no se conocen contextos posteriores al 600 a. C. y los hallazgos en las colonias del Mar Negro sugieren que la importación también terminó en este período. Sin embargo, hay algunos indicios de que un tipo degenerado del estilo medio sobrevivió a Mileto (un hipotético medio III).

## Jonia septentrional

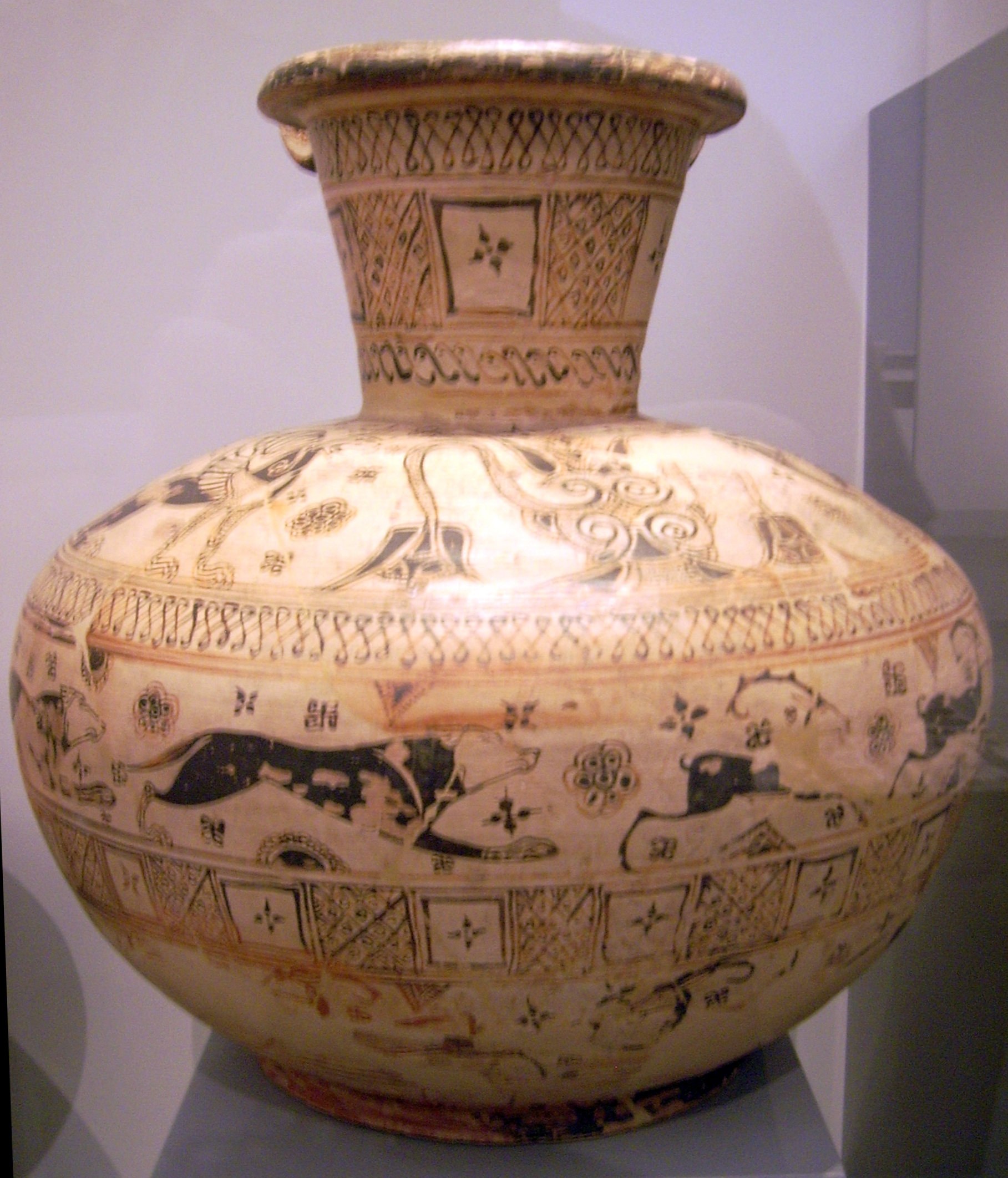
Enócoe, Estilo de las cabras salvajes (medio I), alrededor del 630 a. C., Antikensammlung Berlin F295.

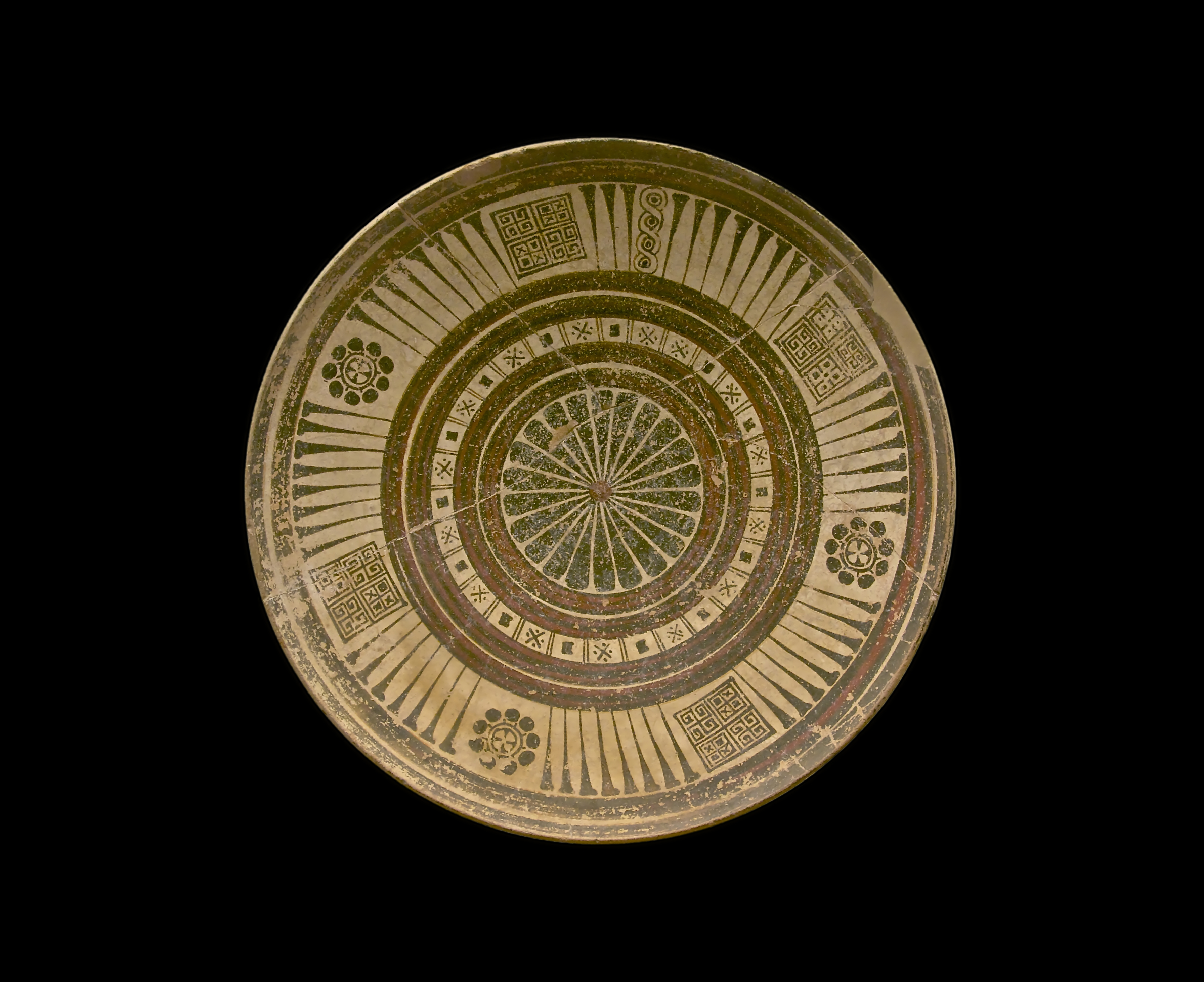
Plato, estilo cabra salvaje, medio II.

El estilo reciente comienza poco antes del 600 a. C. en el norte de Jonia, donde los principales centros de producción se encontraban en Clazómenas, Teos y Esmirna. Si bien el estilo del período medio no había sido muy influenciado por la cerámica corintia, aunque muy importada, el estilo reciente es una imitación directa de las figuras negras corintias, tanto en la fauna como en la decoración secundaria. La importancia dada a la nueva técnica resulta de los vasos más exigentes, en los que se aplican las figuras negras para decorar el hombro y el cuello, mientras que la pintura económica tradicional queda relegada a las bandas de las partes inferiores del vaso.
Las formas más comunes difieren de las del estilo medio de Jonia meridional, aunque no está claro si se trata de formas nuevas o de evoluciones de formas ya presentes localmente. El enócoe comparte su popularidad con el ánfora, que tiene una estructura similar. Otras formas comunes son las cráteras (incluyendo cráteras con columnas), dinos y platos con o sin pie.
El estilo de ahorro es independiente y poco influenciado por el estilo contemporáneo de figuras negras. Se introducen nuevos patrones figurativos, como cabras retrospectivas, y las cadenas de flores de loto dan paso a nuevos adornos continuos. El diseño tiene trazos rápidos y se usa abundantemente el púrpura; el ornamento de relleno tiende a disminuir hacia el final del período. Con el tiempo también los adornos de animales disminuyen hasta que, en el segundo cuarto del VI a. C., la decoración tiende a usar solo adornos florales.
Las figuras negras de imitación corintia no verán ningún desarrollo y pronto tenderán a incorporar los adornos típicos del estilo de ahorro. Se introdujo el uso libre del púrpura y, hacia mediados del siglo VI a. C., la adición de detalles blancos; al mismo tiempo se introdujeron las figuras humanas, dando lugar a una tipología de la que descendió la cerámica clazomenia.
Convencionalmente, el estilo reciente de la cabra salvaje se terminó a mediados del siglo VI a. C.; más tarde se utilizó en la decoración de sarcófagos clazomenios.

## Eólida
La cerámica más conocida de Eólida es la que se encuentra en el santuario de Larisa (Buruncuk), un pueblo más pequeño del interior, donde las formas más comunes son el esquifo-crátera y el enócoe de labio trilobulado. La característica técnica de esta producción es el uso simultáneo de dos pinturas brillantes, marrón oscuro y rojo, junto con toques púrpura. El engobe es color crema. También aquí hay una coexistencia de la técnica de ahorro y las figuras negras de derivación corintia, pero tiene un carácter excepcional y poco sistemático, además no existe el orden de precedencia que se encuentra en el norte de Jonia. La falta de ejemplares similares fuera de Larisa lleva a considerarlos producidos localmente. Otro lugar de descubrimiento es la necrópolis de Pitane (Çandarli), principalmente ánforas cuyo estilo podría ser una derivación del grupo Larisa.
En Eólida era particularmente importante el llamado Grupo de los dinos de Londres, escuela que floreció en el primer cuarto del siglo VI a. C., que tuvo un buen éxito comercial y se exportó a Naucratis y al Mar Negro; el grupo se basaba generalmente en el II medio de la cabra salvaje, con un pesado ornamento secundario, pero también había heredado algo de los frisos animalistas típicos del estilo de ahorro jonio septentrional.

## Otras escuelas menores

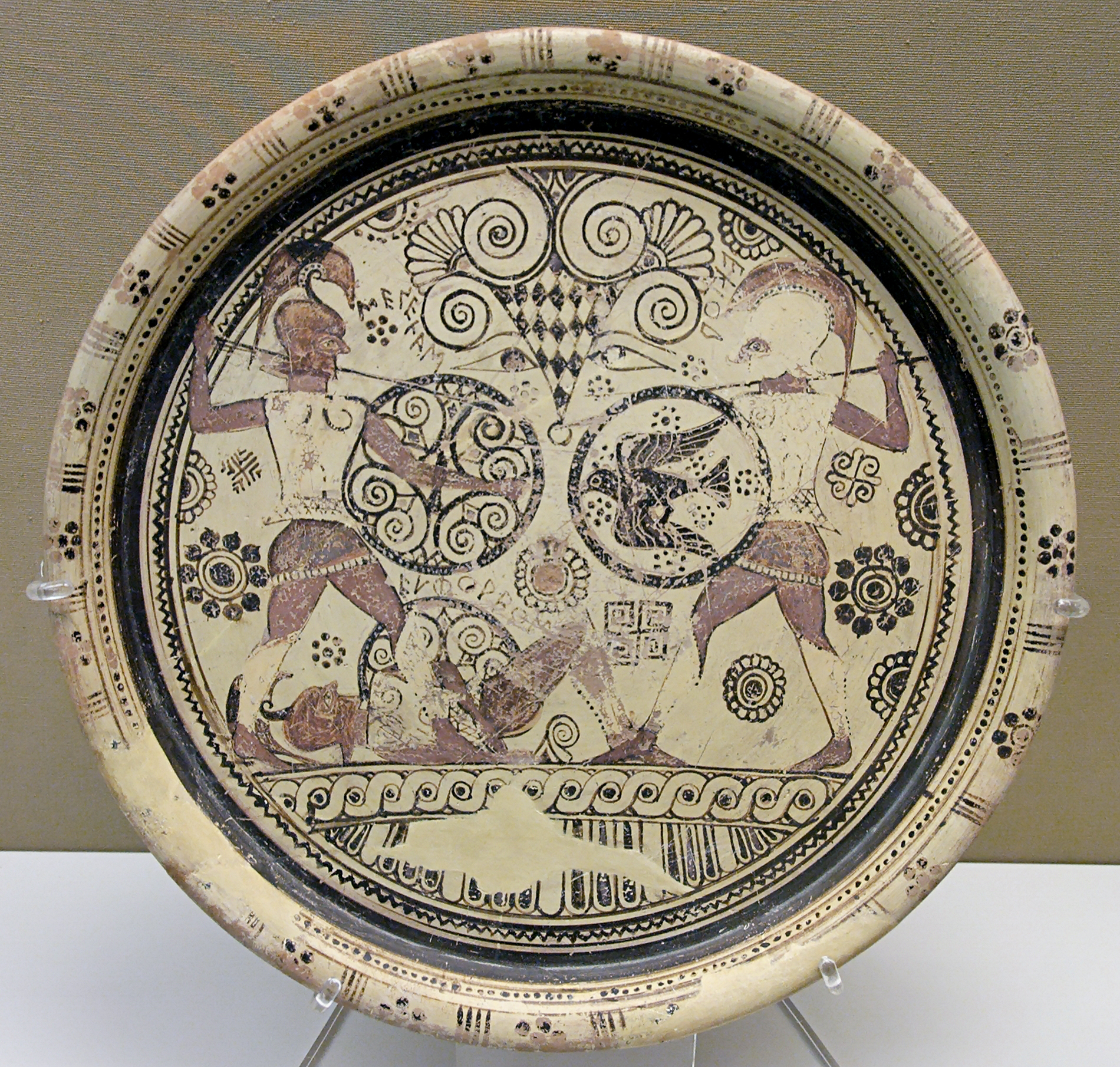
Plato de Euforbo, Museo Británico, GR1860.4-4.1.

La producción de Samos es escasa y se destinaba principalmente a la exportación; algunos hallazgos en Éfeso pueden ser el producto local de un único y excepcional taller.
El Grupo de Nisiros (primer cuarto del siglo VI a. C.), compuesto principalmente de platos, es una producción de la región doria, la parte más meridional de Grecia oriental; aquí el patrón recurrente está dado por un solo animal (generalmente una esfinge o un perro) hecho con una técnica de ahorro, entre un pesado ornamento secundario sobre una línea de exergo. Algunos ejemplares con figuras humanas son de calidad superior (el plato de Euforbo, el plato de la Gorgona y el plato de Perseo), pero no está claro cómo encajan dentro del grupo; pertenecen al primer cuarto del siglo VI a. C., pero se desconoce el lugar exacto de origen; el ornamento del plato de Euforbo incluye estilos derivados tanto meridional como septentrional.
En Caria, la imitación del estilo cabra salvaje sustituyó al local subgeométrico no antes del 600 a. C., suponiendo un estilo estable entre el 575 y el 550 a. C., período en el que podemos ver la coexistencia de la decoración derivada del estilo cabrasalvaje y la cerámica de Fikellura. La cerámica orientalizante de Caria parece derivar de la mitad II de la Jonia meridional, pero la emergente figura del Pintor de Bochum, a mediados del siglo VI a. C., parece alejarse de ella.